# Moskva slezam ne verit
Moskva slezam ne verit (Em cirílco: Москва слезам не верит / br: Moscou não acredita em lágrimas / pt: Moscovo não acredita em lágrimas) é um filme soviético de 1980, do gênero drama, dirigido por Vladimir Menshov.

## Sinopse
O filme conta a história de três amigas vivendo na União Soviética, da juventude nos anos finais da década de 1950 à velhice nos turbulentos anos 1980. Elas são esforçadas trabalhadoras na cidade de Moscou, vivendo em um pensionato, e se aproveitam das mais variadas situações para arranjar casamentos com membros da elite. Uma delas engravida de um rico cinegrafista, mas acaba sendo abandonada, uma outra casa com um promissor jogador de hóquei e a última com um camponês honesto. Vinte anos depois, cada uma delas têm de lidar com os problemas consequentes de seus atos na juventude, como o divórcio, o adultério, o alcoolismo, a depressão e o envelhecimento.

## Elenco
- Vera Alentova - Katerina Aleksandrovna Tikhomirova ("Katya")
- Irina Muravyova - Lyudmila Sviridova ("Lyuda")
- Raisa Ryazanova – Antonina Buyanova ("Tosya")
- Aleksey Batalov - Georgy Ivanovich ("Gosha"), amado de Katya
- Aleksandr Fatyushin - Sergei Gurin ("Seryozha"), ex-marido de Lyuda, jogador de hóquei
- Boris Smorchkov - Nikolai, marido de Tosya
- Viktor Uralsky - Mikhail Ivanovich, pai de Nikolai
- Valentina Ushakova - Anna Nikitichna, mãe de Nikolai
- Yuri Vasilyev - Rodion Rachkov ("Rudolph"), pai de Aleksandra, cinegrafista
- Yevgeniya Khanayeva - mãe de Rodion
- Liya Akhedzhakova – Olga Pavlovna, diretora do clube
- Zoya Fyodorova – tia Pasha, segurança do Hostel
- Natalya Vavilova - Aleksandra, filha de Katya
- Oleg Tabakov - Vladimir, ex-amante de Katya
- Vladimir Basov - Anton Kruglov, vice-chefe do conselho central
- Alexander Borodyansky - amigo de Gosha no piquenique
- Garri Bardin - engenheiro-chefe da planta química
- Aparições de camafeus :
  - Andrei Voznesensky
  - Innokenty Smoktunovsky
  - Georgi Yumatov
  - Leonid Kharitonov
  - Tatyana Konyukhova
  - Pavel Rudakov
  - Veniamin Nechayev

## Principais prêmios e indicações
Oscar 1981 (EUA)
- Venceu na categoria de melhor filme estrangeiro

Festival de Berlim 1980 (Alemanha)
- Indicado ao Urso de Ouro.